# 대한민국의 조달청 차장
조달청 차장(調達廳 次長)은 청장을 보좌하는 직위로, 고위공무원단 가등급에 속하는 일반직공무원으로 보한다.

## 임명
- 조달청 차장은 대통령이 임명한다.

## 역할
- 조달청 차장은 청장을 보좌하여 소관사무를 처리하고 소속공무원을 지휘·감독하며, 청장이 사고로 직무를 수행할 수 없으면 그 직무를 대행한다.

## 역대 차장

### 임시외자총국 차장
| 정부      | 대수 | 이름       | 임기                               | 비고 |
| --------- | ---- | ---------- | ---------------------------------- | ---- |
| 제1공화국 | 초대 | 현근(玄槿) | 1949년 3월 30일 ~ 1949년 12월 10일 |      |

### 외자구매처 차장
| 정부      | 대수 | 이름   | 임기                                | 비고 |
| --------- | ---- | ------ | ----------------------------------- | ---- |
| 제1공화국 | 초대 | 황종률 | 1949년 12월 10일 ~ 1952년 12월 26일 |      |
| 제1공화국 | 2대  | 한흥이 | 1953년 3월 10일 ~ 1953년 1월 26일   |      |
| 제1공화국 | 3대  | 민복기 | 1953년 1월 28일 ~ 1955년 2월 16일   |      |

### 임시외자관리청 차장
| 정부      | 대수 | 이름   | 임기                                | 비고 |
| --------- | ---- | ------ | ----------------------------------- | ---- |
| 제1공화국 | 초대 | 현근   | 1949년 12월 10일 ~ 1950년 10월 13일 |      |
| 제1공화국 | 2대  | 원용석 | 1950년 11월 11일 ~ 1951년 6월 1일   |      |
| 제1공화국 | 3대  | 한흥이 | 1951년 6월 2일 ~ 1953년 12월 5일    |      |

### 조달청 차장
| 정부        | 대수           | 이름                             | 임기                              | 비고             |
| ----------- | -------------- | -------------------------------- | --------------------------------- | ---------------- |
| 제3공화국   | 초대           | 손석창(孫錫昌)                   | 1962년 1월 1일~1969년 2월 17일    |                  |
| 제3공화국   | 2대            | 김의훈(金義薰)                   | 1969년 2월 17일~1971년 9월 11일   |                  |
| 제3공화국   | 3대            | 홍승환(洪承丸)                   | 1971년 9월 11일~1973년 3월 14일   |                  |
| 제4공화국   | 3대            | 홍승환(洪承丸)                   | 1971년 9월 11일~1973년 3월 14일   |                  |
| 4대         | 박동희(朴東熹) | 1973년 3월 14일~1974년 2월 12일  |                                   |                  |
| 5대         | 정춘택(鄭春澤) | 1974년 2월 12일~1976년 5월 12일  |                                   |                  |
| 6대         | 이건중(李建中) | 1976년 5월 12일~1979년 7월 3일   |                                   |                  |
| 7대         | 엄일영(嚴鎰永) | 1979년 7월 3일~1982년 12월 23일  |                                   |                  |
| 7대         | 엄일영(嚴鎰永) | 1979년 7월 3일~1982년 12월 23일  | 제5공화국                         |                  |
| 8대         | 박판제(朴判濟) | 1982년 12월 23일~1986년 5월 24일 |                                   |                  |
| 9대         | 김태승(金泰昇) | 1986년 7월 9일~1988년 5월 19일   |                                   |                  |
| 노태우 정부 | 10대           | 전세봉(全世鳳)                   | 1988년 5월 28일~1993년 3월 4일    |                  |
| 김영삼 정부 | 11대           | 이재훈(李在勳)                   | 1993년 3월 11일~1994년 12월 31일  |                  |
| 김영삼 정부 | 12대           | 강정훈(姜晸薰)                   | 1994년 12월 31일~1997년 3월 7일   |                  |
| 김영삼 정부 | 13대           | 최종찬(崔鍾璨)                   | 1997년 3월 20일~1998년 2월 24일   |                  |
| 김대중 정부 | 14대           | 맹정주(孟廷柱)                   | 1998년 3월 23일~1999년 6월 26일   |                  |
| 김대중 정부 | 15대           | 이정두(李正斗)                   | 1999년 7월 23일~2000년 9월 4일    |                  |
| 김대중 정부 | 16대           | 여정휘(呂政輝)                   | 2000년 9월 4일~2002년 5월 22일    |                  |
| 김대중 정부 | 17대           | 추욱호(秋旭鎬)                   | 2002년 5월 22일~2003년 4월 30일   |                  |
| 노무현 정부 | 18대           | 김형률(金衡律)                   | 2003년 4월 30일~2004년 9월 12일   |                  |
| 노무현 정부 | 19대           | 신삼철(申三澈)                   | 2004년 9월 12일~2005년 12월       |                  |
| 노무현 정부 | 20대           | 박혁진(朴爀鎭)                   | 2005년 12월 27일~2007년 9월 18일  |                  |
| 노무현 정부 | 21대           | 염재현(廉在顯)                   | 2007년 9월 18일~2008년 4월 14일   |                  |
| 이명박 정부 | 22대           | 김재호(金在浩)                   | 2008년 4월 15일~2008년 6월 2일    |                  |
| 이명박 정부 | 23대           | 문일재(文一在)                   | 2008년 7월 28일~2009년 9월 30일   |                  |
| 이명박 정부 | 24대           | 유재보(柳在甫)                   | 2009년 10월 19일~2010년 12월 16일 |                  |
| 이명박 정부 | 25대           | 김명수(金明洙)                   | 2010년 12월 28일~2012년 1월 13일  |                  |
| 이명박 정부 | 26대           | 민형종(閔炯鍾)                   | 2012년 1월 13일~2013년 3월 18일   |                  |
| 박근혜 정부 | 27대           | 구자현(具滋炫)                   | 2013년 4월 12일~2014년 9월        |                  |
| 박근혜 정부 | 28대           | 이태원(李泰遠)                   | 2014년 10월~2016년 4월            |                  |
| 박근혜 정부 | 29대           | 지순구(池淳求)                   | 2016년 5월 10일~2018년 1월 9일    |                  |
| 문재인 정부 | 30대           | 장경순(張京順)                   | 2018년 1월 10일~2019년 4월 4일    | 최초의 여성 차장 |
| 문재인 정부 | 31대           | 백명기(白明基)                   | 2019년 4월 5일~2020년 11월 19일   |                  |
| 문재인 정부 | 32대           | 이현호                           | 2020년 11월 20일~2022년 8월 8일   |                  |
| 윤석열 정부 | 31대           | 이상윤(李相允)                   | 2022년 8월 9일~2024년 1월 28일    |                  |
| 윤석열 정부 | 32대           | 백승보(白勝普)                   | 2024년 1월 29일~2025년 8월 13일   |                  |

## 같이 보기
- 조달청
- 조달청장